# Unser täglich Brot (film 1949)
Unser täglich Brot è un film del 1949 diretto da Slatan Dudow.

## Trama
La guerra è finita e i componenti della famiglia Weber cercano di tirare avanti come possono. Piccoli borghesi, conducono come tutti la lotta per il pane quotidiano. Ernst, uno dei figli, è un bravo giovane che lavora presso la fabbrica dove suo padre è stato ragioniere. Anche Inge, la ragazza, ha trovato lavoro in fabbrica mentre Harry, il terzo figlio, cerca delle scorciatoie, industriandosi per fare soldi in maniera meno specchiata.

## Produzione
Il film fu prodotto dalla Deutsche Film (DEFA).

## Distribuzione
Distribuito dalla Progress Film-Vertrieb, uscì nelle sale cinematografiche della Germania Est presentato al Babylon di Berlino il 4 novembre 1949.